# Analiza przesunięć fazowych
Analiza przesunięć fazowych – metoda analizy rozpraszania cząstek na cząstkach w mechanice kwantowej, oparta na wyznaczaniu pełnego układu przesunięć fazowych z różnych wielkości mierzalnych, np. różniczkowych przekrojów czynnych opisujących rozkład kątowy rozpraszania, polaryzacji, korelacji spinowych. Układ wyznaczony dla wszystkich przesunięć mających znaczenie porównuje się z przesunięciami wyznaczonymi teoretycznie dla założonego kształtu potencjału oddziaływania między cząstkami. Układy o najlepszym dopasowaniu (potencjał fenomenologiczny) uważa się za najlepiej opisujące oddziaływania między cząstkami.